# Danny Trejo
Dan „Danny” Trejo, Jr. (Echo Park, Kalifornia, 1944. május 16. –) amerikai színész.
Leginkább akciófilmek negatív figurájaként vált ismertté, gyakran tűnik fel másodunokatestvére, Robert Rodríguez filmjeiben: Desperado, (1995), Alkonyattól pirkadatig (1996), Kémkölykök-sorozat (2001–2011), Volt egyszer egy Mexikó (2003) és Grindhouse – Terrorbolygó (2007). A rendező 2010-es Machete című akciófilmjében és annak 2013-as folytatásában címszerepet kapott.

## Fiatalkora
Los Angelesben született az USA-ba betelepült mexikói szülők gyermekeként. Nehéz körülmények között nőtt fel, meglehetősen fiatalon megismerkedett a különféle kábítószerekkel. Részben emiatt többször összeütközésbe került a hatóságokkal, de fegyveres rablásért is elítélték. Visszaeső bűnözőként közel 11 évet töltött börtönben. Javarészt a legendás San Quentin fegyházban töltötte le a büntetését, ahol többek között könnyű-, majd középsúlyú bokszbajnok is volt.

## Filmes pályafutása
Szabadulása után edzősködéssel kezdett foglalkozni, majd több kábítószeres rehabilitáló programon vett részt, amelyek nem csak drogfüggőségétől szabadították meg, de hozzásegítették első filmszerepéhez is. 1985-ben a Szökevényvonat című filmben alakíthatta Eric Roberts ellenfelét. Filmbeli szereplését leginkább annak köszönheti, hogy a rendező, Adrej Koncsalovszkij Trejót kérte fel a színészek tréningeztetésére, ő pedig olyan sikerrel tette a dolgát, hogy a rendező napi 320 dolláros szerepajánlatát már nem utasíthatta vissza.
Azóta Trejo több híressé vált filmben szerepelt, általában negatív bűnöző karaktereket alakítva, bár vannak kivételek, például a Machete. Olyan sztárok filmjeiben bukkant fel, mint Antonio Banderas, Jean-Claude Van Damme, Nicolas Cage, Al Pacino, Harrison Ford, Charles Bronson, Steve Austin vagy Robert De Niro. Játszott többek között a Con Air – A fegyencjárat, a Desperado vagy a Volt egyszer egy Mexikó című filmekben.

## Magánélete
Trejo évek óta házas, felesége Debbie Shreve. Négy gyermek édesapja: Danny Boy (1981–), Gilbert (1988–), Danielle (1990–) és Jose (1991–). Érdekesség, hogy másodunokatestvére Robert Rodríguez filmrendező, akinek számos filmjében vállalt kisebb-nagyobb szerepet.

## Válogatott filmográfia
Megjegyzés: Trejo az IMDb szerint több mint 400 produkcióban szerepelt, ezért az alábbi filmográfia elsősorban a magyarul is bemutatott filmjeit, illetve sorozatait részletezi. A teljes lista az IMDb-n érhető el.

### Film
| Év   | Magyar cím                                    | Eredeti cím                                   | Szerep                                | Magyar hang       |
| ---- | --------------------------------------------- | --------------------------------------------- | ------------------------------------- | ----------------- |
| 1983 | A nagy balhé                                  | Project A                                     | Lo Sam Pau (angol hangja)             |                   |
| 1985 | Szökevényvonat                                | Runaway Train                                 | Bokszoló                              |                   |
| 1987 | Gyilkos az űrből                              | The Hidden                                    | rab                                   |                   |
| 1987 | Bosszúvágy 4. – Véres leszámolás              | Death Wish 4: The Crackdown                   | Art Sanella                           |                   |
| 1988 | Golyófogó                                     | Bulletproof                                   | Sharkey                               |                   |
| 1989 | Tiltott dolog: Kinjite                        | Kinjite: Forbidden Subjects                   | rab                                   |                   |
| 1989 | A bosszú börtönében                           | Lock Up                                       | bandatag                              |                   |
| 1989 | Harc az életért                               | Cage                                          | Costello testőre                      |                   |
| 1989 | Óvatlan fejvadászok                           | Bail Out                                      | 'Mean'                                | Imre István       |
| 1990 | Mániákus zsaru 2.                             | Maniac Cop 2                                  | rab                                   |                   |
| 1990 | Halálra jelölve                               | Marked for Death                              | Hector                                |                   |
| 1990 | Fegyvercsempész                               | Guns                                          | 'Tong'                                |                   |
| 1991 | A végzet asszonya                             | Femme Fatale                                  | Toshi                                 |                   |
| 1991 | A prosti                                      | Whore                                         | tetoválóművész                        |                   |
| 1991 | Érzéki bűnök                                  | Carnal Crimes                                 | Chandra                               | Katona Zoltán     |
| 1991 | Magányos szívek                               | Lonely Hearts                                 | dühös ügyfél                          |                   |
| 1993 | Lélekvesztő                                   | Doppelganger                                  | Hard Hat                              |                   |
| 1993 | A vér kötelez                                 | Blood In Blood Out                            | 'Geronimo'                            | Bácskai János     |
| 1994 | Bűnös ösztön                                  | Angel of Desire                               | építőmunkás                           |                   |
| 1995 | Az idegen                                     | The Stranger                                  | Hawk                                  |                   |
| 1995 | A halott jelvénye                             | Dead Badge                                    | pultos                                |                   |
| 1995 | Desperado                                     | Desperado                                     | Navajas                               | nem szólal meg    |
| 1995 | Szemtől szemben                               | Heat                                          | Trejo                                 | Csikos Gábor      |
| 1996 | Alkonyattól pirkadatig                        | From Dusk till Dawn                           | Charlie 'Razor Charlie'               | Lázár Sándor      |
| 1996 | A Jaguár                                      | Le Jaguar                                     | Kumare                                | Tardy Balázs      |
| 1997 | Anakonda                                      | Anaconda                                      | orvhalász                             | Zágoni Zsolt      |
| 1997 | Bajnokok                                      | Champions                                     | Max Brito                             | Varga Tamás       |
| 1997 | Con Air – A fegyencjárat                      | Con Air                                       | Johnny 'Johnny 23' Baca               | Varga Tamás       |
| 1997 | Óvszerháború                                  | Trojan War                                    | 'Scarface'                            |                   |
| 1997 | Lökött cowboy akcióban                        | Los Locos                                     | Manuel Batista                        |                   |
| 1997 | Kényszerhelyzetben                            | Dilemma                                       | Rudy Salazar                          |                   |
| 1998 | Gyilkosok gyilkosa                            | The Replacement Killers                       | Collins                               | Varga Tamás       |
| 1998 | Fegyencháború                                 | Point Blank                                   | Wallace                               | Jakab Csaba       |
| 1998 | Hat nap, hét éjszaka                          | Six Days, Seven Nights                        | Pierce                                | nem szólal meg    |
| 1999 | Alkonyattól pirkadatig 2. – Texasi vérdíj     | From Dusk till Dawn 2: Texas Blood Money      | 'Razor Eddie'                         | Varga Tamás       |
| 1999 | Inferno – A bűnös város                       | Inferno                                       | Hatujjú Johnny                        | Varga Tamás       |
| 1999 | Inferno – A bűnös város                       | Inferno                                       | Hatujjú Johnny                        | Kiss Csaba        |
| 1999 | Whiteboyz – Érezd a ritmust!                  | Whiteboyz                                     | rab                                   |                   |
| 1999 | Alkonyattól pirkadatig 3. – A hóhér lánya     | From Dusk till Dawn 3: The Hangman's Daughter | 'Razor Charlie'                       | Varga Tamás       |
| 2000 | Állati kiképzés                               | Animal Factory                                | Vito                                  | Varga Tamás       |
| 2000 | Hulla, hó, telizsák                           | Reindeer Games                                | 'Jumpy'                               | Varga Tamás       |
| 2001 | Kémkölykök                                    | Spy Kids                                      | Isador "Machete" Cortez               | Varga Tamás       |
| 2001 | A buborék srác                                | Bubble Boy                                    | 'Slim'                                | Ujlaki Dénes      |
| 2002 | Igazság helyett                               | The Salton Sea                                | Bill 'Little Bill'                    | Vizy György       |
| 2002 | Kémkölykök 2. – Az elveszett álmok szigete    | Spy Kids 2: The Island of Lost Dreams         | Isador "Machete" Cortez (cameo)       | Varga Tamás       |
| 2002 | XXX                                           | XXX                                           | 'El Jefe'                             | Varga Tamás       |
| 2002 |                                               | Beat the Devil (rövidfilm)                    | Bob                                   |                   |
| 2002 | Éjvadász                                      | Nightstalker                                  | Frank Luis rendőr                     |                   |
| 2003 | Kémkölykök 3-D – Game Over                    | Spy Kids 3-D: Game Over                       | Isador "Machete" Cortez (cameo)       | Varga Tamás       |
| 2003 | Volt egyszer egy Mexikó                       | Once Upon a Time in Mexico                    | 'El Cucuy' / Mumus                    | Faragó András     |
| 2004 | A híres Ron Burgundy legendája                | Anchorman: The Legend of Ron Burgundy         | csapos (cameo)                        | Varga Tamás       |
| 2004 | Útvesztő                                      | Lost                                          | Edward James Archer                   |                   |
| 2004 |                                               | Wake Up, Ron Burgundy: The Lost Movie         | csapos                                |                   |
| 2005 | El Charro átka                                | The Curse of El Charro                        | 'El Charro' (hangja)                  |                   |
| 2005 | A holló 4. – Gonosz ima                       | The Crow: Wicked Prayer                       | Padre Harold                          | Kárpáti Tibor     |
| 2005 | Az 1000 halott háza 2. – A sátán bosszúja     | The Devil's Rejects                           | Rondo                                 | Varga Tamás       |
| 2005 | Gyilkos múlt                                  | Chasing Ghosts                                | Carlos Santiago                       | Varga Tamás       |
| 2006 | Gengszter horror                              | Snoop Dogg's Hood of Horror                   | Derelict                              | Varga Tamás       |
| 2007 | Besütizve                                     | Smiley Face                                   | Albert                                |                   |
| 2007 | Machete (rövidfilm)                           | Grindhouse                                    | Isador "Machete" Cortez               |                   |
| 2007 | Egetverő haderő                               | Delta Farce                                   | Carlos Santana                        | Varga Tamás       |
| 2007 | Halloween                                     | Halloween                                     | Ismael Cruz                           | Varga Tamás       |
| 2007 | Terra                                         | Battle for Terra                              | Elder Barum (hangja)                  |                   |
| 2007 | Volt egyszer egy igazság                      | Urban Justice                                 | 'El Chivo'                            |                   |
| 2007 | Börtön a pokolban                             | Furnace                                       | 'Fury'                                | Varga Tamás       |
| 2008 |                                               | Alone in the Dark II                          | Perry                                 |                   |
| 2008 | Szükséges gonosz                              | Necessary Evil                                | Barro                                 | Varga Tamás       |
| 2009 | Fanboys – Rajongók háborúja                   | Fanboys                                       | A főnök                               | Varga Tamás       |
| 2009 | A határvonal                                  | La linea                                      | Mario                                 | Varga Tamás       |
| 2010 | Döglesztő palack                              | The Killing Jar                               | Jimmy                                 | Varga Tamás       |
| 2010 | Az árnyékvadász                               | Shadows in Paradise                           | Matador                               | Varga Tamás       |
| 2010 | Ragadozók                                     | Predators                                     | 'Cuchillo'                            | Varga Tamás       |
| 2010 | Machete                                       | Machete                                       | Isador "Machete" Cortez               | Varga Tamás       |
| 2010 | Halálfutam 2.                                 | Death Race 2                                  | Goldberg                              | Faragó András     |
| 2011 | Kíméletlen bosszú                             | Recoil                                        | Drayke Salgado                        | Varga Tamás       |
| 2011 | A kereszt – Ha eljön a vég                    | Cross                                         | Ripper                                |                   |
| 2011 | Kémkölykök 4D: A világ minden ideje           | Spy Kids: All the Time in the World           | Isador "Machete" Cortez (cameo)       |                   |
| 2011 | Violet és Daisy                               | Violet & Daisy                                | Russ                                  | Varga Tamás       |
| 2011 | Kalandférgek karácsonya                       | A Very Harold & Kumar Christmas               | Mr. Pérez                             | Varga Tamás       |
| 2012 | A vámpírok szaga: Alkonyat teljes sötétségben | Breaking Wind                                 | Billy Black                           | Törköly Levente   |
| 2012 | Tökös csávó                                   | Bad Ass                                       | Frank                                 | Harsányi Gábor    |
| 2013 | Halálfutam: A pokol tüze                      | Death Race 3: Inferno                         | Goldberg                              | Varga Tamás       |
| 2013 | Démoni álca                                   | The Cloth                                     | Connely atya                          | Berzsenyi Zoltán  |
| 2013 | Machete gyilkol                               | Machete Kills                                 | Isador "Machete" Cortez               | Varga Tamás       |
| 2013 | Pokoli egyezség                               | Dead in Tombstone                             | Guerrero De La Cruz                   | Varga Tamás       |
| 2013 | Az utolsó vérig                               | Force of Execution                            | Jimmy 'Peanuts' Oso                   | Varga Tamás       |
| 2014 | Tökös csávó 2.                                | Bad Ass 2: Bad Asses                          | Frank Vega                            | Harsányi Gábor    |
| 2014 | Golyó                                         | Bullet                                        | Frank 'Bullet' Marasco                | Varga Tamás       |
| 2014 | Muppet-krimi: Körözés alatt                   | Muppets Most Wanted                           | Danny Trejo                           | Varga Tamás       |
| 2014 | Kontroll nélkül                               | In the Blood                                  | 'Big Biz'                             | Kontroll nélkül   |
| 2014 | Scooby-Doo! A rejtély kapujában (rövidfilm)   | Scooby-Doo! Ghastly Goals                     | Reynaldo (hangja)                     |                   |
| 2014 | Vörös bosszú                                  | Beyond Justice                                | Tattoo                                | Varga Tamás       |
| 2014 | Az élet könyve                                | The Book of Life                              | Luis (hangja)                         | Faragó András     |
| 2014 | Érj el!                                       | Reach Me                                      | Vic                                   | Varga Tamás       |
| 2015 | A furgon                                      | Vanish                                        | Carlos                                |                   |
| 2015 | Tökös csávó 3.                                | Bad Asses on the Bayou                        | Frank Vega                            | Harsányi Gábor    |
| 2015 | Éjszakai osztag                               | The Night Crew                                | Aguilar                               | Varga Tamás       |
| 2015 | Háromfejű cápa                                | 3-Headed Shark Attack                         | Max Burns                             | Orosz István      |
| 2015 | A jó, a rossz és a halott                     | The Good, the Bad and the Dead                | Mateo Perez                           | Varga Tamás       |
| 2015 | Nevetséges hatos                              | The Ridiculous 6                              | Cicero                                |                   |
| 2016 | Zsoldosok krónikája                           | Vigilante Diaries                             | Crazy Joe                             | Varga Tamás       |
| 2016 | X kiborg                                      | Cyborg X                                      | Gépfegyver kapitány                   |                   |
| 2016 | Éjszaka a kísértetházban                      | Mostly Ghostly: One Night in Doom House       | Mr. Morgo                             | Faragó András     |
| 2016 | Gólyák                                        | Storks                                        | Jasper (hangja)                       | Benkő Péter       |
| 2017 | A kereszt háborúja                            | Cross Wars                                    | 'Muerte"                              | Varga Tamás       |
| 2017 | Kell a lóvé!                                  | All About the Money                           | Luis Diego                            | Varga Tamás       |
| 2018 | Halálfutam: Totális anarchia                  | Death Race: Beyond Anarchy                    | Goldberg                              | Varga Tamás       |
| 2019 | Dóra és az elveszett Aranyváros               | Dora and the Lost City of Gold                | Csizi (hangja)                        | Varga Tamás       |
| 2019 | Big Kill: A félelem városa                    | Big Kill                                      | Morales tábornok                      | Varga Tamás       |
| 2019 | Hajsza mindhalálig                            | Acceleration                                  | Santos                                | Törköly Levente   |
| 2020 | SpongyaBob: Spongya szökésben                 | The SpongeBob Movie: Sponge on the Run        | 'El Diablo'                           | Varga Tamás       |
| 2020 |                                               | American Pie Presents: Girls' Rules           | Mr. Steve Garcia                      |                   |
| 2021 | Kutyaösszeesküvés                             | Pups Alone                                    | Vinnie P. (hangja)                    | Dézsy Szabó Gábor |
| 2022 | Minyonok: Gru színre lép                      | Minions: The Rise of Gru                      | Nagyököl (hangja)                     | Varga Tamás       |
| 2022 |                                               | Clerks III                                    | színész a szereplőválogatáson (cameo) |                   |
| 2022 | Renegátok                                     | Renegades                                     | Sanchez                               |                   |

### Televízió
Tévéfilmek
| Év   | Magyar cím                | Eredeti cím         | Szerep           | Magyar hang  |
| ---- | ------------------------- | ------------------- | ---------------- | ------------ |
| 1985 | Shannon játszmája         | Shannon's Deal      | Raul Galindez    |              |
| 1991 | Kétélű fegyver            | Doublecrossed       | Lito             |              |
| 1992 | Jó zsaru, kisebb hibákkal | Nails               | csapos           | Szalai Imre  |
| 1993 | 12:01 – A kizökkent idő   | 12:01               | rab              |              |
| 1993 | Az utolsó fény            | Last Light          | rab              |              |
| 1993 | Csalás és ámítás          | Love, Cheat & Steal | kubai            |              |
| 1994 | Fejjel a falnak           | Against the Wall    | Luis             |              |
| 2012 | Rémjárás                  | Ghostquake          | Ortiz            | Ujlaki Dénes |
| 2012 | A zombik lázadása         | Rise of the Zombies | Caspian százados |              |

Sorozatok
| Év        | Magyar cím                        | Eredeti cím                                     | Szerep                                    | Megjegyzések                               |
| --------- | --------------------------------- | ----------------------------------------------- | ----------------------------------------- | ------------------------------------------ |
| 1990      |                                   | Drug Wars: The Camarena Story                   | Gabriel                                   | 3 epizód                                   |
| 1991–1992 | Baywatch                          | Baywatch                                        | Carlos Urueta / 'Chulo'                   | 2 epizód                                   |
| 1992      | Jake meg a dagi                   | Jake and the Fatman                             | motyogó rab                               | 1 epizód                                   |
| 1995      | Bukott angyalok                   | Fallen Angels                                   | bokszoló                                  | 1 epizód                                   |
| 1996      | Renegade – A fejvadász            | Renegade                                        | Freddie                                   | 1 epizód                                   |
| 1996      | Nash Bridges – Trükkös hekus      | Nash Bridges                                    | Sid Benedict                              | 1 epizód                                   |
| 1996–1998 | New York rendőrei                 | NYPD Blue                                       | Gabriel Mota / Frankie Soto               | 2 epizód                                   |
| 1998–1999 | Walker, a texasi kopó             | Walker, Texas Ranger                            | Joe Lopez / José Rodriguez                | 2 epizód                                   |
| 2000      | X-akták                           | The X-Files                                     | Cesar Ocampo                              | 1 epizód (A második esély)                 |
| 2001–2010 | Texas királyai                    | King of the Hill                                | több szereplő hangja                      | 20 epizód                                  |
| 2002      | A körzet                          | The District                                    | önmaga                                    | 1 epizód                                   |
| 2003      | Alias                             | Alias                                           | Emilio Vargas                             | 1 epizód                                   |
| 2003      | A Garcia testvérek                | The Brothers García                             | Eduardo 'Ed' García                       | 1 epizód                                   |
| 2004      | A Sorscsapás család               | Grounded for Life                               | Raúl                                      | 1 epizód                                   |
| 2004      | Monk – A flúgos nyomozó           | Monk                                            | 'Spyder' Rudner                           | 1 epizód                                   |
| 2005      | Született feleségek               | Desperate Housewives                            | Héctor Ramos                              | 1 epizód                                   |
| 2007      | A Mick Jagger projekt             | The Knights of Prosperity                       | Hector                                    | 1 epizód                                   |
| 2007      | Csillagkapu: Atlantisz            | Stargate: Atlantis                              | Omal                                      | 1 epizód                                   |
| 2007      | Vámpír akták                      | Blood Ties                                      | Pacha Kamaq                               | 1 epizód                                   |
| 2008      | Nyughatatlan fiatalok             | The Young and the Restless                      | csapos                                    | 15 epizód                                  |
| 2008      | A Tigris                          | El Tigre: The Adventures of Manny Rivera        | 'El Mal Verde' (hangja)                   | 1 epizód                                   |
| 2009      | A Pókember legújabb kalandjai     | The Spectacular Spider-Man                      | Ox (hangja)                               | 1 epizód                                   |
| 2009      |                                   | Pit Bulls & Parolees                            | önmaga                                    | 1 epizód                                   |
| 2009–2010 | Breaking Bad – Totál szívás       | Breaking Bad                                    | Tortuga                                   | - 2 epizód - magyar hangja: - Németh Gábor |
| 2010      | Minden lében négy kanál           | Burn Notice                                     | Vega                                      | 1 epizód                                   |
| 2010      |                                   | Tim and Eric Awesome Show, Great Job!           | gyanúsított                               | 1 epizód                                   |
| 2010      | Furcsa páros                      | The Good Guys                                   | Alfredo                                   | 1 epizód                                   |
| 2010      | Modern család                     | Modern Family                                   | Gus                                       | 1 epizód                                   |
| 2011      | Dr. Csont                         | Bones                                           | Bishop                                    | 1 epizód                                   |
| 2011      | A Cleveland-show                  | The Cleveland Show                              | önmaga (hangja)                           | 1 epizód                                   |
| 2011      | Franklin és Bash                  | Franklin & Bash                                 | Último                                    | 1 epizód                                   |
| 2011–2012 | Kemény motorosok                  | Sons of Anarchy                                 | Romero 'Romeo' Parada                     | 14 epizód                                  |
| 2011–2019 | Az igazság ifjú ligája            | Young Justice                                   | Bane (hangja)                             | 2 epizód                                   |
| 2012      |                                   | The High Fructose Adventures of Annoying Orange | Cupcake Leader / El Dente (hangja)        | 2 epizód                                   |
| 2013      | Phineas és Ferb                   | Phineas and Ferb                                | Venom (hangja)                            | 1 epizód                                   |
| 2014      | NCIS: Los Angeles                 | NCIS: Los Angeles                               | Tuhon                                     | 1 epizód                                   |
| 2014–2017 | Tini nindzsa teknőcök             | Teenage Mutant Ninja Turtles                    | Newtralizer (hangja)                      | 3 epizód                                   |
| 2015      | Alkonyattól pirkadatig            | From Dusk till Dawn: The Series                 | The Regulator                             | 7 epizód                                   |
| 2015      | Mickey egér                       | Mickey Mouse                                    | Piñata főnök (hangja)                     | 1 epizód                                   |
| 2015      | Kergefarm                         | Pig Goat Banana Cricket                         | Filthy the Foot (hangja)                  | 1 epizód                                   |
| 2015–2018 | Csizmás, a kandúr kalandjai       | The Adventures of Puss in Boots                 | El Moco (hangja)                          | 11 epizód                                  |
| 2016      | Angie Tribeca – A törvény nemében | Angie Tribeca                                   | önmaga                                    | 1 epizód                                   |
| 2016–2021 |                                   | Home & Family                                   | önmaga                                    | 4 epizód                                   |
| 2017      | Rick és Morty                     | Rick and Morty                                  | Mr. Jaguar (hangja)                       | 1 epizód                                   |
| 2017      | Brooklyn 99 – Nemszázas körzet    | Brooklyn Nine-Nine                              | Oscar Diaz                                | 1 epizód                                   |
| 2017–2019 | Aranyhaj: A sorozat               | Tangled: The Series                             | Wreck Marauder / Malice Marauder (hangja) | 2 epizód                                   |
| 2017–2019 | Amerikai fater                    | American Dad!                                   | mexikói bűnöző (hangja)                   | 2 epizód                                   |
| 2017–2019 | Flash – A Villám                  | The Flash                                       | 'The Breacher'                            | 3 epizód                                   |
| 2017–2020 | Elena, Avalor hercegnője          | Elena of Avalor                                 | Antonio Agama (hangja)                    | 3 epizód                                   |
| 2017–2023 | Gordon Ramsay – A pokol konyhája  | Hell's Kitchen                                  | önmaga                                    | 2 epizód                                   |
| 2018      | Most nevess!                      | Kidding                                         | önmaga                                    | - 1 epizód - magyar hangja: - Varga Tamás  |
| 2018–2023 | Green család a nagyvárosban       | Big City Greens                                 | Vasquez (hangja)                          | visszatérő szereplő (25 epizód)            |
| 2019      | Zsaruvér                          | Blue Bloods                                     | Jose Rojas                                | 1 epizód                                   |
| 2019      | Hétköznapi vámpírok – A sorozat   | What We Do in the Shadows                       | Danny                                     | 1 epizód                                   |
| 2019      | Hárman a Földön: Arcadia meséi    | 3Below: Tales of Arcadia                        | Tronos (hangja)                           | 6 epizód                                   |
| 2019      | Family Guy                        | Family Guy                                      | Clint Beltran (hangja)                    | 1 epizód                                   |
| 2020      | Új bolondos dallamok              | New Looney Tunes                                | hadnagy (hangja)                          | 1 epizód                                   |
| 2020      | Reno 911! – Zsaruk bevetésen      | Reno 911                                        | bérgyilkos                                | 1 epizód                                   |
| 2020      | Muppetek most                     | Muppets Now                                     | önmaga (hangja)                           | 1 epizód                                   |
| 2020      | Los Angeles legjobbjai            | L.A.'s Finest                                   | Reuben Velazquez                          | 1 epizód (stáblistán nem szerepel)         |
| 2020–2022 | Victor és Valentino               | Victor & Valentino                              | több szereplő hangja                      | 5 epizód                                   |
| 2021      | Amerikai istenek                  | American Gods                                   | Mr. World                                 | 2 epizód                                   |
| 2021      |                                   | The Masked Singer                               | önmaga / mosómedve                        | 3 epizód                                   |
| 2021      | Halálos iramban – Kémfutam        | Fast & Furious Spy Racers                       | Tuco                                      | 6 epizód                                   |
| 2021      | A Casagrande család               | The Casagrandes                                 | Danny (hangja)                            | 1 epizód                                   |
| 2021      |                                   | American Horror Stories                         | Santa Claus                               | 1 epizód                                   |
| 2021      |                                   | Muppets Haunted Mansion                         | Huet szelleme (hangja)                    | különkiadás                                |
| 2021      | Maya és a három harcos            | Maya and the Three                              | kisfiú / Cabrakan (hangja)                | 3 epizód                                   |
| 2021      | A világ ura: Kinyilatkoztatás     | Masters of the Universe: Revelation             | Ram-Man (hangja)                          | 1 epizód                                   |
| 2022      | Boba Fett könyve                  | The Book of Boba Fett                           | Rancor idomár                             | - 1 epizód - magyar hangja: - Varga Tamás  |
| 2022      | Jobb idők                         | Better Things                                   | önmaga                                    | 3 epizód                                   |
| 2022–2023 | A szellem és Molly McGee          | The Ghost and Molly McGee                       | Bobby Daniels (hangja)                    | 3 epizód                                   |
| 2023      | RuPaul – Drag Queen leszek!       | RuPaul's Drag Race                              | Big Daddy                                 | 1 epizód                                   |
| 2023      |                                   | RuPaul's Drag Race: Untucked                    | önmaga                                    | 1 epizód                                   |
| 2023      |                                   | Lopez vs Lopez                                  | Danny Martinez                            | 1 epizód                                   |
| 2023      | Csillag Patrik műsora             | The Patrick Star Show                           | Sockeye Sammy (hangja)                    | 1 epizód                                   |
| 2023–2024 | Szörnyszakik                      | Monsters at Work                                | ismeretlen szerep                         | 3 epizód                                   |

## Könyve magyarul
- Danny Trejo–Hugh Garvey: Trejo's Tacos. 75 recept Danny Trejo konyhájából; Kossuth, Bp., 2022